# Aftershock (band)
Aftershock was een Amerikaanse metalcore band uit Boston, Massachusetts. De band werd gevormd in 1992 en ging in 1999 uit elkaar.
In 1993 scoorde de band een grote hit met het nummer Slave to the Vibe.
In 2001 kwam de band weer bij elkaar voor een reünie-tour in Japan. De band bestaat gedeeltelijk uit leden van Killswitch Engage en Shadow Falls.

## Discografie

### Singles
| Single met eventuele hitnotering(en) in de Nederlandse Top 40 | Datum van verschijnen | Datum van binnenkomst | Hoogste positie | Aantal weken | Opmerkingen |
| ------------------------------------------------------------- | --------------------- | --------------------- | --------------- | ------------ | ----------- |
| Slave to the vibe                                             |                       | 9-10-1993             | tip             |              |             |